# Folk piller Koks paa Fælleden
Folk piller Koks paa Fælleden er en dansk dokumentarisk optagelse fra 1941.

## Handling
I april 1940 tillades opgravning af uforbrændte koks ("pillekoks") på lossepladserne; i september 1941 tillades det at opgrave pillekoks i plænerne i den nyanlagte Valbypark og på Amager Fælled.